# Gersdorf (Hainichen)
Gersdorf ist ein zur Ortschaft Gersdorf gehöriger Ortsteil der Großen Kreisstadt Hainichen im sächsischen Landkreis Mittelsachsen. Die Gemeinde Gersdorf mit ihrem Ortsteil Falkenau wurde am 1. Januar 1994 nach Hainichen eingemeindet. Seitdem bilden Gersdorf und Falkenau die Ortschaft Gersdorf.

## Geographie

### Geographische Lage und Verkehr
Gersdorf liegt im Westen der Stadt Hainichen. Der ebenfalls zur Ortschaft Gersdorf gehörige Ortsteil Falkenau befindet sich nordöstlich von Gersdorf. In Gersdorf entspringt der Lützelbach, der südlich von Sachsenburg in die Zschopau mündet. Bezüglich des Naturraums liegt der Ort am Übergang von Mittelsächsischem Lösshügelland ins Erzgebirge.
Durch Gersdorf führt die Bundesstraße 169. Parallel dazu führt westlich von Gersdorf die Bundesautobahn 4 entlang. Südöstlich des Orts verläuft die Bahnstrecke von Niederwiesa nach Hainichen.

### Nachbarorte
|            | Oberrossau                                  | Falkenau     |
| Irbersdorf | Kompassrose, die auf Nachbargemeinden zeigt | Berthelsdorf |
|            | Neudörfchen                                 |              |

## Geschichte
Gersdorf wurde im Jahr 1443 als „Gerßdorff“ erwähnt. Der Ort wurde vermutlich nach 1162 als Restrodung von Hainichen ausgehend angelegt. Kirchlich gehörte der Ort seit jeher zu Hainichen. Bezüglich der politischen Verwaltung stellte Gersdorf mit seinen Nachbarorten Irbersdorf und Falkenau eine Besonderheit dar. Umgeben von Orten, die zu den kursächsischen Ämtern Frankenberg-Sachsenburg, Nossen oder zum Kreisamt Freiberg (Exklave der Herrschaft Wingendorf) gehörten, unterstanden die drei Orte als Exklaven der Grundherrschaft Arnsdorf, die zunächst zum Amt Döbeln, nach 1588 zum Döbelner Bezirk des Amts Leisnig im Leipziger Kreis gehörte. Für Gersdorf gibt es Hinweise auf einen historischen Bergbau auf Eisenerz.
Im 19. Jahrhundert wurde im Ort ein Vorwerk nachgewiesen. Gersdorf gehörte bis 1836 als Exklave zum kursächsischen bzw. königlich-sächsischen Amt Leisnig. Danach wurde der Ort durch Umgliederung in das ihn umgebende Amt Nossen integriert. Ab 1856 gehörte Gersdorf zum Gerichtsamt Hainichen und ab 1875 zur Amtshauptmannschaft Döbeln.
Mit der zweiten Kreisreform in der DDR kam die Gemeinde Gersdorf im Jahr 1952 zum Kreis Hainichen im Bezirk Chemnitz (1953 in Bezirk Karl-Marx-Stadt umbenannt). Am 1. Januar 1979 wurde der Nachbarort Falkenau nach Gersdorf eingemeindet. Seit 1990 gehörte die Gemeinde Gersdorf zum sächsischen Landkreis Hainichen, der 1994 im Landkreis Mittweida und 2008 im Landkreis Mittelsachsen aufging. Seit der Eingemeindung von Gersdorf nach Hainichen am 1. Januar 1994 bilden Gersdorf und Falkenau die Ortschaft Gersdorf der Stadt Hainichen.